# Toanodes
Toanodes là một chi bướm đêm thuộc họ Noctuidae.